# 570
570 (DLXX) var ett normalår som började en onsdag i den julianska kalendern.

## Händelser

### Okänt datum
- Uppskattning: Ctesiphon, huvudstaden i Sassanidriket, blir världens största stad, och övertar ledningen från Konstantinopel, huvudstad i Bysantinska riket.[1]

## Födda
- 6 april – Childebert II, frankisk kung av Austrasien 575–596 samt av Paris och Burgund 592–596
- Muhammed, islams store profet (förmodligen detta år)
- Theodelinda av Bayern, langobardisk drottning och regent

## Avlidna
- Gildas Badonicus, engelskt helgon

### Fotnoter
1. ↑  ”Geography at about.com”. Arkiverad från originalet den 18 augusti 2016. https://web.archive.org/web/20160818124242/http://geography.about.com/library/weekly/aa011201a.htm. Läst 28 mars 2011.